# Czepiec (województwo zachodniopomorskie)
Czepiec – osada, położona w województwie zachodniopomorskim, w powiecie wałeckim, w gminie Wałcz.
W latach 1975–1998 miejscowość administracyjnie należała do województwa pilskiego.
Zobacz też: Czepiec.